# 솔잎혹파리
솔잎혹파리는 파리목 혹파리과의 임업해충이다. 유충시기에 솔잎 밑부분에 벌레혹(충영)을 만들고 그 속에서 수액을 빨아먹어 기생당한 솔잎을 말라죽게 한다.
겨울에는 땅속에서 월동했다가 봄에 번데기과정을 거쳐 어른벌레가 된다. 천적으로는 솔잎혹파리먹좀벌, 혹파리살이먹좀벌, 혹파리등뿔먹좀벌, 혹파리반뿔먹좀벌 등이 있으며, 이중 솔잎혹파리먹좀벌과 혹파리살이먹좀벌은 인공으로 사육되고 있다. 이들은 솔잎혹파리의 알이나 애벌레에 기생하는데, 숙주와 같이 월동했다가 번데기과정을 거쳐 어른벌레가 된다. 물론 기생당한 숙주는 죽는다.
박새, 쑥새도 솔잎혹파리의 유충을 잡아먹는 천적이다. 인공적인 방제방법으로는 나무에 구멍을 뚫고 그 안에 농약을 넣는 수간주사법, 피해지역에 농약을 뿌리는 지면약제살포가 있다. 현재 북한지역에서 기승을 부리고 있어서 대한민국과 조선민주주의인민공화국의 산림전문가들이 협동하여 방제작업을 벌인 바 있다.